# Diarthrodes intermedius
Diarthrodes intermedius är en kräftdjursart som först beskrevs av T. Scott 1912.  Diarthrodes intermedius ingår i släktet Diarthrodes och familjen Thalestridae. Inga underarter finns listade i Catalogue of Life.